# Жак Дютрон
Жак Дютро́н (фр. Jacques Dutronc; нар. 28 квітня 1943, Париж) — французький співак, композитор, гітарист та актор кіно. Згідно з AllMusic, Дютрон є «одним з найпопулярніших виконавців у франкомовному світі», хоча «залишається маловідомим у англомовних країнах».

## Життєпис
Народився у Парижі 28 квітня 1943 року в сім'ї інженера, виріс в 9-му окрузі Парижу. Здобув освіту в початковій школі Рокрой-Сен-Леон (нині ліцей Lycée Rocroy-Saint-Léon), навчався у ліцеї Кондорсе в Парижі, Еколь де ла Рю Бланш (зараз театральна студія), а потім у Вищій Professionnelle de Dessin Industriel, де вивчав графічний дизайн 1959 року. Бувши підлітком, він часто проводив вечори в кінотеатрах на Великих Бульварах і посилено займався грою на гітарі.

## Кар'єра

### Музика

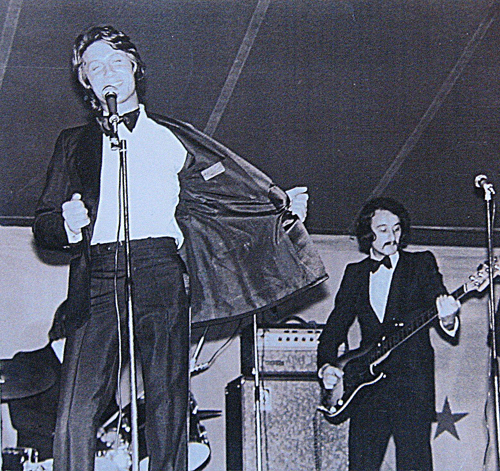
Жак Дютрон на сцені, 1971 рік

На початку 1960-х років Дютрон зібрав свою власну групу під назвою «El Toro et les Cyclones». Паралельно він працював асистентом креативного директора в студії звукозапису «Vogue». 1966 року його група здобула певну популярність завдяки хіту «Et moi, et moi, et moi».
1965 року Жак Дютрон зустрічає письменника і журналіста Жака Ланцмана. Завдяки цій дружбі почалася довга (близько десяти років) і плідна співпраця автора і композитора. 1968 року Дютрон уперше виходить на естраду як співак і досі залишається одним з найпопулярніших і найяскравіших виконавців пісні у Франції.

### Кінематограф
Кінодебют Жака Дютрона відбувся 1973 року: він зіграв одну з головних ролей у фільмі свого старого друга Жана-Марі Пер'є «Антуан і Себастьян». Стрічка мала великий успіх, і популярний співак незабаром перетворився на не менш популярного актора. За десять років він знявся більше ніж у 20 фільмах. Бувши великим прихильником Хамфрі Богарта, він швидко перейшов від комічних ролей («Добрі і злі», «Віолета і Франсуа») до драматичних. Однією з найяскравіших робіт актора в ранній період стала роль сумного клоуна у драмі Анджея Жулавського «Головне — кохати».
У 1980-ті Дютрон продовжував працювати на знімальному майданчику та у студії звукозапису. Він зіграв Поля Годара, альтер-его режисера Жана-Люка Годара, у драмі «Рятуйся, хто може» (1980), потім знявся у Барбета Шредера («Шулери») і — вже удруге — у Жулавського («Мої ночі прекрасніші за ваші дні»).
Значною роботою Жака Дютрона стало виконання головної ролі в біографічній стрічці режисера Моріса Піали «Ван Гог» (1992), присвяченому останнім дням життю великого художника. За цю роль Дютрона нагородили премією «Сезар» у номінації «Найкращий актор». Згодом він номінувався на престижну нагороду ще тричі (за ролі у фільмах «Мадо», «Се ля ві» та Вандомська площа), а 2005 року отримав почесний «Сезар» за сукупність творчих досягнень.
У 1990-ті та 2000-ні роки Дютрон продовжував зніматися у найкращих незалежних режисерів Франції, як-от Ніколь Гарсія («Вандомська площа») і Клод Шаброль («Спасибі за шоколад»), паралельно беручи участь у жанрових стрічках. 2001 року він з'явився в комедії «Се ля ві», у 2002 та 2004 — у комедіях «Цілуй, кого хочеш» і «Розпусники». 2007 року Дютрон знявся відразу у двох популярних фільмах: драматичній комедії «Моє місце під сонцем» і кримінальному трилері «Друге дихання», де його партнерами стали Даніель Отей, Моніка Белуччі, Мішель Блан та Ерік Кантона.
2010 року Жак Дютрон після трирічної перерви повернувся на екрани. Він виконав головну роль у мелодрамі «Жозеф та дівчина», де його партнеркою стала молода акторка Афсія Ерзі.
Жак Дютрон написав музику до кількох фільмів, таких, як «Антуан і Себастьян», «Брудний мрійник», «Ван Гог».

## Фільмографія
| Рік  |    | Українська назва                 | Оригінальна назва                        | Роль                      |
| ---- | -- | -------------------------------- | ---------------------------------------- | ------------------------- |
| 1967 | тф | Вібрато                          | Vibrato                                  | грає себе самого / співак |
| 1974 | ф  | Антуан і Себастьян               | Antoine et Sébastien                     | Себастьєн                 |
| 1974 | ф  | ОК, патрон                       | O.K. patron                              | Леон Бонне                |
| 1974 | ф  | Головне — кохати                 | L'important c'est d'aimer                | Жак Шевальє               |
| 1976 | ф  | Добрі та злі                     | Le bon et les méchants                   | Жак                       |
| 1976 | ф  | Мадо                             | Mado                                     | П'єр                      |
| 1977 | ф  | Віолета і Франсуа                | Violette & François                      | Франсуа                   |
| 1977 | ф  | Мішень                           | Le point de mire                         | Жульєн                    |
| 1978 | ф  | Брудний мрійник                  | Sale rêveur                              | Жером                     |
| 1978 | ф  | Дикий стан                       | L'état sauvage                           | Авіт                      |
| 1979 | тф | П'єрро, мій друг                 | Pierrot mon ami                          | П'єрро                    |
| 1979 | ф  | Повернення до коханої            | Retour à la bien-aimée                   | Жульєн                    |
| 1979 | ф  | За нас двох                      | À nous deux                              | Симон Лакассаньє          |
| 1979 | ф  | Закусити вудила                  | Le mors aux dents                        | Лоїк                      |
| 1979 | ф  | Чорний баранчик                  | Le mouton noir                           | Венсан Мессоньє           |
| 1980 | ф  | Обман                            | L'entourloupe                            | Олів'є                    |
| 1980 | ф  | Рятуй, хто може (своє життя)     | Sauve qui peut (la vie)                  | Поль Годар                |
| 1981 | ф  | Мальвіль                         | Malevil                                  | Колін                     |
| 1981 | ф  | Червона тінь                     | L'ombre rouge                            | Лео                       |
| 1982 | ф  | Чи є французи в залі?            | Y a-t-il un Français dans la salle?      | Ерік Планте               |
| 1982 | ф  | Рай для усіх                     | Paradis pour tous                        | П'єр Валуа                |
| 1983 | ф  | Сара                             | Sarah                                    | Арнольд Самсон            |
| 1983 | ф  | Молодість                        | Une jeunesse                             | Бросьє                    |
| 1983 | ф  | Шулери                           | Tricheurs                                | Ельрік                    |
| 1989 | ф  | Мої ночі прекрасніші за ваші дні | Mes nuits sont plus belles que vos jours | Люка                      |
| 1989 | ф  | Кімната на стороні               | Chambre à part                           | Франсіс                   |
| 1990 | кф | Кисть для губ                    | Le pinceau à lèvres                      | Поль                      |
| 1991 | ф  | Ван Гог                          | Van Gogh                                 | Вінсент ван Гог           |
| 1992 | ф  | Переплутавши усі карти           | Toutes peines confondues                 | Антоніо Ґарделла          |
| 1995 | ф  | Повелитель слонів                | Le maître des éléphants                  | Ґаробьє                   |
| 1996 | ф  | Жертви                           | Les victimes                             | Bernard Jaillac           |
| 1998 | ф  | Вандомська площа                 | Place Vendôme                            | Баттістеллі               |
| 2000 | ф  | Спасибі за шоколад               | Merci pour le chocolat                   | Андре Полонський          |
| 2001 | ф  | Се ля ві                         | C'est la vie                             | Димітрій                  |
| 2002 | ф  | Цілуй, кого хочеш                | Embrassez qui vous voudrez               | Бертан Ланьє              |
| 2004 | ф  | Розпусники                       | Pédale dure                              | Шарль                     |
| 2007 | ф  | Моє місце під сонцем             | Ma place au soleil                       | Жерар                     |
| 2007 | ф  | Убивчий ультрафіолет             | UV                                       | батько                    |
| 2007 | ф  | Друге дихання                    | Le deuxième souffle                      | Станіслас Орлов           |
| 2010 | ф  | Жозеф та дівчина                 | Joseph et la fille                       | Жозеф                     |
| 2014 | ф  | Французи з континенту            | Les Francis                              | Орсо                      |

## Дискографія

### Студійні альбоми
- 1966 : Et moi, et moi, et moi[fr] (Vogue)
- 1968 : Il est cinq heures[fr] (Vogue)
- 1969 : L’Opportuniste[fr] (Vogue)
- 1970 : L’Aventurier[fr] (Vogue)
- 1971 : Jacques Dutronc[fr] (Vogue)
- 1972 : Jacques Dutronc[fr] (Vogue)
- 1975 : Jacques Dutronc[fr] (Vogue)
- 1980 : Guerre et pets[fr] (Gaumont Musique)
- 1982 : Guerre et pets[fr] (Gaumont Musique)
- 1987 : C.Q.F.D...utronc[fr] (CBS)
- 1995 : C.Q.F.D...utronc[fr] (Columbia)
- 2003 : Madame l'existence[fr] (Columbia)

## Визнання
| Рік                                  | Категорія                     | Фільм            | Результат |
| ------------------------------------ | ----------------------------- | ---------------- | --------- |
| Премія «Сезар»                       |                               |                  |           |
| 1977                                 | Найкращий актор другого плану | Мадо             | Номінація |
| 1992                                 | Найкращий актор               | Ван Гог          | Перемога  |
| 1999                                 | Найкращий актор другого плану | Вандомська площа | Номінація |
| 2002                                 | Найкращий актор               | Се ля ві         | Номінація |
| 2005                                 | Почесний «Сезар»              | Почесний «Сезар» | Перемога  |
| Міжнародний кінофестиваль у Маракеші |                               |                  |           |
| 2001                                 | Найкращий актор               | Се ля ві         | Перемога  |